# Système d'information sur l'eau
En France, le système d'information sur l'eau (SIE) désigne un ensemble formé d'outils, d'acteurs, de processus et de méthodes ayant pour finalité le recueil, la conservation, le traitement et la diffusion des données sur l'eau, les milieux aquatiques, leurs usages et les services publics de distribution d'eau et d'assainissement. Son périmètre géographique couvre la métropole et les DROM.

## Objectifs et enjeux
Le SIE a pour objectifs d'assurer la qualité, la cohérence, le partage et la mise à disposition des données publiques sur l'eau accessibles librement et gratuitement. Ces données sont produites ou collectées par des autorités publiques ou par d'autres organismes pour répondre aux politiques publiques suivantes :
1. Le contrôle sanitaire des eaux destinées à la consommation humaine et des eaux de baignade, au titre de l'article L. 211-11 du code de l'environnement[1] ;
2. La planification de l'eau et des milieux aquatiques, au titre du chapitre II du titre Ier du livre II du code de l'environnement[2] ;
3. Les aides et redevances des agences et des offices de l'eau, au titre du chapitre III du titre Ier du livre II du code de l'environnement[3] ;
4. Les services publics d'eau et d'assainissement, au titre de l'article L. 214-14 du code de l'environnement[4] ;
5. La réglementation des usages de l'eau, au titre des autres dispositions du chapitre IV du titre Ier du livre II du code de l'environnement[5] ;
6. Les contrôles de police de l'eau et de la nature, au titre du chapitre VI du titre Ier du livre II du code de l'environnement[6] ;
7. La protection et la préservation du milieu marin, au titre du chapitre IX du titre Ier du livre II du code de l'environnement[7] ;
8. La réglementation des installations classées pour la protection de l'environnement, au titre du chapitre II du titre Ier du livre V du code de l'environnement[8] ;
9. La prévision des crues, au titre du chapitre IV du titre VI du livre V du code de l'environnement[9] ;
10. L'évaluation et la gestion des risques d'inondation, au titre du chapitre VI du titre VI du livre V du code de l'environnement[10] ;
11. La pêche et l'aquaculture en eau douce, au titre du titre III du livre IV du code de l'environnement[11].

Le SIE est défini par le Schéma national des données sur l'eau (SNDE), arrêté du ministère chargé de l'environnement de 2018.

## Services du SIE

### Référentiel technique
Le référentiel technique a vocation à assurer, d'une part, la production, l'administration et le traitement des données suivant des protocoles et des méthodes communs, et, d'autre part, l'interopérabilité des outils et des données au sein du SIE et avec d'autres systèmes d'information. Le laboratoire national de référence pour la surveillance chimique et biologique des milieux aquatiques (Aquaref) développe les méthodes de production, d'administration et de traitement des données. De son côté, le Service d'administration nationale des données et référentiels sur l'eau (Sandre) définit le vocabulaire et les standards d'échange support à l'interopérabilité des outils et des données.

### Service d'information
Le service public d'information Eaufrance assure la diffusion d'informations fiables, tenues à jour, facilement compréhensibles, sur l'eau. Ce service propose un accès aux banques nationales de données. Une quarantaine de sites thématiques donnent ainsi accès à des données brutes ou élaborées, des valorisations, des actualités thématiques... Quant à lui, le portail Eaufrance propose des informations générales sur l'eau et les milieux aquatiques à destination de tout public : des articles et des synthèses, des publications, des data visualisations, des cartes et des chiffres-clés.

## Données
Les données produites ou collectées par le SIE sont gérées dans le cadre de 11 systèmes d'information métier couvrant chacune des 11 politiques publiques sur l'eau (voir section Objectifs et enjeux ci-dessus)
Ces systèmes d'information métier sont placés sous l'autorité de la direction de l'eau et de la biodiversité, de la direction générale de la prévention des risques et de la direction générale de la santé. Pour chaque système d'information métier, un schéma annexé au SNDE encadre la production, la gouvernance et la diffusion des données.
Les banques de données du SIE conservent des millions de données scientifiques et techniques (physicochimie, hydrobiologie, hydromorphologie, ...) et réglementaires (ICPE, redevance des prélèvements en eau, zones vulnérables aux nitrates...) caractérisant l'état des milieux aquatiques, les pressions des activités humaines, leurs impacts et les réponses apportées par les politiques publiques. 
Exemples de banques de données : Naïades pour la qualité des eaux superficielles continentales, Ades pour la qualité et la quantité des eaux souterraines, Quadrige pour la qualité des eaux littorales, l'Hydroportail pour les niveaux des eaux de surface, et Sispea, l'observatoire national des services d'eau et assainissement... 

## Gouvernance
La Direction de l'eau et de la biodiversité (DEB) du ministère chargé de l'environnement assure la coordination interministérielle du SIE. Elle pilote une instance stratégique (comité stratégique) et deux instances consultatives (comité national de l'eau, comité permanent des usagers de l'eau). L'Office français de la biodiversité (OFB), sous l'autorité du ministère, exerce la coordination technique du SIE. Il mobilise les acteurs publics du domaine de l'eau autour d'un comité de coordination technique associé à quatre groupes spécialisés sur le référentiel technique, l'information géographique, le service public d'information Eaufrance et l'architecture applicative. Chaque système d'information métier dispose de sa propre gouvernance qui dialogue avec celle du SIE.

## Partenaires
Les partenaires du système d'information sur l'eau sont :
- des établissements publics :
  - Agences de l’eau et Offices de l’eau ;
  - BRGM ;
  - Cemagref ;
  - Cerema ;
  - Ifremer ;
  - IGN;
  - Ineris ;
  - Laboratoire national de métrologie et d'essais ;
  - Météo-France ;
  - Office français de la biodiversité.

- des services de l’État :
  - Ministère chargé de l'environnement (Direction de l’eau et de la biodiversité, Direction générale de la prévention des risques, Commissariat général au développement durable, SCHAPI, 26 directions régionales de l’environnement, 100 missions interservices de l’eau) ;
  - Ministère chargé de la santé ;
  - Ministère chargé de l’agriculture et de la pêche ;

- autres :
  - Afnor;
  - Associations environnementales (Aneb...) ;
  - Cofrac ;
  - Collectivités territoriales ;
  - Industriels (EDF, Veolia…) ;
  - Office international de l'eau (OIEau).